# Almirante Brown (departement)
Almirante Brown is een departement in de Argentijnse provincie Chaco. Het departement (Spaans:  departamento) heeft een oppervlakte van 17.276 km² en telt 29.086 inwoners.

## Plaatsen in departement Almirante Brown
- Concepción del Bermejo
- Los Frentones
- Pampa del Infierno
- Taco Pozo